# Zaharia Boilă
Zaharia Boilă (n. 1892 – d. 1976) a fost om politic român, prefect al județului Târnava Mică, din 1932 deputat de Hunedoara din partea PNȚ, adversar al dictaturii regelui Carol al II-lea și mai apoi al lui Ion Antonescu.

## Activitatea publicistică
A fost director al ziarului România Nouă din Cluj, interzis în 1933. În anul 1942 a fost închis în lagărul de la Târgu Jiu.
A fost arestat din nou în 1950 și eliberat în 1956. În anul 1961 a fost încă o dată arestat și a stat închis până în 1963.

## Scrieri

### Antume
- Un braconier politic: Octavian Goga, Blaj, 1924.

### Postume
- Amintiri și considerații asupra mișcării legionare, Cluj, 2002;
- Memorii, Cluj, 2003.